# Sabulodes
Sabulodes ist eine Gattung von Schmetterlingen aus der Familie der Spanner (Geometridae).

## Merkmale
Die Falter erreichen eine Vorderflügellänge von 13 bis 26 Millimetern. Die Augen sind groß, rundlich und kahl. Die Stirn (Frons) ist flach oder leicht gewölbt und reicht gerade noch über die Augen hinaus. Die Zunge ist gut entwickelt. Die Labialpalpen reichen bis zur Mitte der Augen. Die ersten beiden Segmente sind ungefähr gleich lang, das dritte Element ist kurz oder mäßig lang und mit eng anliegenden Schuppen versehen. Die Fühler beider Geschlechter haben eine einfache Form und sind auf der Oberseite beschuppt. Die Unterseite ist fein behaart und hinten auf jedem Segment mit ein oder zwei lateralen Borstenpaaren versehen. Der Thorax ist gedrungen, Halskragen und Patagia (paarige Struktur auf dem Pronotum, die die Basis der Vorderflügel bedeckt)  sind mit langen schlanken Schuppen versehen, unter denen sich kürzere wollartige Schuppen befinden. Die Vordertibien haben kurze dicke Fortsätze, die in der distalen Hälfte des Segments entspringen. Die Hintertibien sind mit zwei Spornpaaren versehen, bei den Männchen können sie mit haarigen Pinseln versehen sein. Das Abdomen ist mittelgroß und länglich, dorsale Haarbüschel sind nicht vorhanden. Bei den Männchen können ventral auf dem dritten Segment mediane Borstenreihen ausgebildet sein.
Die Vorderflügel sind entweder breit oder länglich, der Außenrand ist rundlich oder an der Ader M3 gewinkelt. Es sind 12 Adern ausgebildet, bei den meisten Arten sind keine Areolen – kleine, normalerweise dreieckige, geschlossene Flügelzellen, die durch die Gabelung der Medianadern gebildet werden – vorhanden. Die Hinterflügel sind breit und haben einen rundlichen Außenrand, der an der Ader M3 ausgebuchtet ist. Das Frenulum ist kräftig.
Die Vorderflügeloberseiten sind einfarbig gelbbraun, ockerfarben oder grauweiß und haben eine nur schwach ausgebildete Zeichnung. Die Hinterflügeloberseiten sind ebenso gefärbt wie die Vorderflügeloberseiten. Bei einem zweiten Färbungstyp sind die Vorderflügeloberseiten fahl gelblich braun und haben in der Mitte einen dunkelbraunen Bereich. Der dritte Färbungstyp besitzt rötlich braune Vorderflügel, die mit einer silbrig weißen Längszeichnung versehen sind. Die Hinterflügeloberseiten der letzten beiden Färbungstypen sind jeweils fahler als die Vorderflügeloberseiten.
Bei den Männchen reicht die Form des Uncus von relativ schmal, sich verjüngend und mit stumpfer Spitze bis breit, etwas schmaler als an der Basis und einem Apex der keilförmig bis breit rundlich ausgebildet sein kann. Am Ende eines fingerförmigen Fortsatzes befindet sich ein Socius, der quer oder längs angeordnet sein kann. Der Gnathos ist markant, breit und hat in der Mitte eine warzige Erhöhung. Die Valven sind mittelgroß, haben eine gleichmäßige innere Oberfläche und sind spärlich behaart. Eine Ausnahme bildet die große sklerotisierte Costa, die als gebogener oder gewinkelter Arm über den hinteren Rand hinausreicht. Der Aedeagusring (Anellus) ist gut sklerotisiert und vorn entweder rundlich, abgeplattet oder becherförmig. Er ist hinten mit einem länglichen Fortsatz versehen, der gleichmäßig sklerotisiert ist oder Längsgrate aufweist. Er kann auch schlank und gabelförmig ausgebildet sein. Das Tegumen ist breit und länglich. Der Saccus kann unterschiedlich lang sein. Bei den meisten Arten ist er kürzer als das Tegumen. Er kann vorn eine stumpfe Spitze aufweisen sich zu einer lang ausgezogenen Spitze verjüngen. Der Aedeagus ist etwas länger als das Tegumen und der Socius zusammen. Das vordere Ende ist ventral sklerotisiert. Der dorsale Bereich von einem Drittel bis zur Hälfte wird vom Ductus ejacularis eingenommen. Das hintere Ende ist vollständig oder teilweise sklerotisiert, die ventrale Oberfläche kann Reihen stark sklerotisierter zahnförmiger Fortsätze oder Wülste aufweisen.
Bei den Weibchen sind die Papillae anales kurz. Der posteromediane Bereich ist gebogen und bildet eine elliptische oder runde Öffnung mit einem stark behaarten Rand. In der Mitte befinden sich Fortsätze. Die Apophyses posteriores sind mittelgroß und etwa 1,4 bis 2,6 Millimeter lang. Das Sterigma ist mit einer sklerotisierten, variabel ornamentierten, länglichen, fingerförmigen Lamella postvaginalis versehen. Die seitlichen Bereiche sind teilweise oder vollständig sklerotisiert und entweder eben oder gefurcht. Der Ductus bursae ist entweder sklerotisiert, kurz und breit oder schlank, länglich und dorsoventral abgeplattet. Die Seitenränder erscheinen stärker sklerotisiert als der mittlere Bereich. Der Ductus seminalis entspringt entweder an der linken Seite des Ductus bursae an einer kleinen Verdickung oder in der Mitte. Das Corpus bursae ist groß und membranös, das hintere Ende ist mehr oder weniger asymmetrisch. Signa sind nicht ausgebildet.

## Verbreitung
Das Verbreitungsgebiet der Gattung erstreckt sich vom Nordwesten Nordamerikas beginnend von der südlichen Hälfte British Columbias über die Vereinigten Staaten, Mexiko und Zentralamerika bis in den Süden Brasiliens (einschließlich der Großen Antillen). Aus Chile, den niedrig gelegenen Einzugsgebieten des Amazonas, dem Nordosten Brasiliens, Suriname, Französisch-Guayana, Trinidad und den Kleinen Antillen wurden bisher keine Arten nachgewiesen. Die größte Artenvielfalt hat die Gattung in Mexiko und den Vereinigten Staaten. In diesen beiden Ländern kommen etwa zwei Drittel der bekannten Arten vor.

## Biologie
Über die Präimaginalstadien der Gattung ist mit Ausnahme von Sabulodes agreotata nur sehr wenig bekannt. Darüber hinaus wurde lediglich die Raupe von Sabulodes edwartsata beschrieben. Auch über die Raupennahrungspflanzen weiß man nur wenig. In Nordamerika lebt Sabulodes agreotata an einer Vielzahl krautiger Pflanzen und Bäume (mit Ausnahme von Koniferen). In Brasilien entwickeln sich die Raupen von Sabulodes caberata an Eukalypten (Eucalyptus). Sabulodes spoliata und Sabulodes edwartsata fressen ausschließlich an Koniferen.

## Systematik
Die folgende Artenliste basiert auf den Arbeiten von Scoble 1999 und Scoble & Hausmann 2007. Gegenwärtig werden der Gattung Sabulodes über 70 Arten zugerechnet, wobei bei einigen die Gattungszugehörigkeit unklar ist. Die Typusart der Gattung ist Sabulodes caberata Guenée, 1857.
- Sabulodes adumbrata (Warren, 1895)
- Sabulodes aegrotata (Guenée, [1858])
- Sabulodes amyntoridaria (Oberthür, 1923)
- Sabulodes argyra Druce, 1891
- Sabulodes arses Druce, 1891
- Sabulodes atropesaria (Walker, 1860)
- Sabulodes boarmidaria Oberthür, 1883
- Sabulodes boliviaria Oberthür, 1911
- Sabulodes caberata Guenée, [1858]
- Sabulodes caberata Rindge, 1978
- Sabulodes carbina (Druce, 1892)
- Sabulodes chiqua (Schaus, 1901)
- Sabulodes cleodora (Dognin, 1908)
- Sabulodes cletiusaria (Schaus, 1933)
- Sabulodes convergens (Bastelberger, 1911)
- Sabulodes curta Rindge, 1978
- Sabulodes depile Rindge, 1978
- Sabulodes dissimilis (Hulst, 1898)
- Sabulodes duoangulata (Cassino & Swett, 1923)
- Sabulodes edwardsata (Hulst, 1886)
- Sabulodes exhonorata Guenée, [1858]
- Sabulodes franciscata Dognin, 1892
- Sabulodes huachuca Rindge, 1978
- Sabulodes lachaumei Herbulot, 1988
- Sabulodes laticlavia Rindge, 1978
- Sabulodes loba Rindge, 1978
- Sabulodes mabelata (Sperry, 1948)
- Sabulodes mastaura Druce, 1891
- Sabulodes matrica Druce, 1891
- Sabulodes matrona Druce, 1891
- Sabulodes meduana Druce, 1891
- Sabulodes mima Thierry-Mieg, 1894
- Sabulodes mucronis Rindge, 1978
- Sabulodes niveostriata (Cockerell, 1893)
- Sabulodes nubifera (Warren, 1904)
- Sabulodes olifata (Guedet, 1939)
- Sabulodes ornatissima Thierry-Mieg, 1892
- Sabulodes plauta Rindge, 1978
- Sabulodes prolata Rindge, 1978
- Sabulodes puebla Rindge, 1978
- Sabulodes pumilla Rindge, 1978
- Sabulodes sericeata Barnes & McDunnough, 1917
- Sabulodes setosa Rindge, 1978
- Sabulodes solola Rindge, 1978
- Sabulodes spoliata (Grossbeck, 1908)
- Sabulodes striata Rindge, 1978
- Sabulodes subalbata (Dognin, 1914)
- Sabulodes subcaliginosa (Dognin, 1911)
- Sabulodes subopalaria (Walker, 1860)
- Sabulodes sulphuraria (Maassen, 1890)
- Sabulodes thermidora (Thierry-Mieg, 1894)
- Sabulodes triangula Rindge, 1978
- Sabulodes versiplaga (Dognin, 1911)
- Sabulodes wygodzinskyi Rindge, 1978

- ? Sabulodes acidaliata Guenée, [1858]
- ? Sabulodes arge Druce, 1891
- ? Sabulodes arnissa Druce, 1891
- ? Sabulodes bilineata Warren, 1897
- ? Sabulodes colombiata Guenée, [1858]
- ? Sabulodes dentinata Guenée, [1858]
- ? Sabulodes exsecrata Schaus, 1911
- ? Sabulodes gorgophonaria Oberthür, 1911
- ? Sabulodes gorgyraria Oberthür, 1911
- ? Sabulodes gortyniaria Oberthür, 1911
- ? Sabulodes himerata Guenée, [1858]
- ? Sabulodes lineata Schaus, 1911
- ? Sabulodes mimula Thierry-Mieg, 1894
- ? Sabulodes muscistrigata Guenée, [1858]
- ? Sabulodes nubifera Schaus, 1911
- ? Sabulodes polydora Thierry-Mieg, 1892
- ? Sabulodes pumilis Dognin, 1900
- ? Sabulodes rotundata Dognin, 1918
- ? Sabulodes tinonaria Dognin, 1896

Aus der Literatur ist das folgende Synonym bekannt:
- Phengommataea  Hulst, 1896

## Belege
1. 1 2 3 4 5 6 7 8 9  Frederick A. Rindge (1978): A revision of the genus Sabulodes (Lepidoptera, Geometridae). Bulletin of the American Museum of Natural History 160, S. 200.
2. ↑  Malcolm Scoble: Geometrid moths of the world. A catalogue (Lepidoptera: Geometridae). Apollo Books, Stenstrup 1999, ISBN 0-643-06304-8 (englisch).
3. ↑  "M. J. Scoble; A. Hausmann (2007): Online list of valid and available names of the Geometridae of the World. online (Memento des Originals vom 12. Juli 2017 im Internet Archive)  Info: Der Archivlink wurde automatisch eingesetzt und noch nicht geprüft. Bitte prüfe Original- und Archivlink gemäß Anleitung und entferne dann diesen Hinweis.